# 海軍反省会
海軍反省会（かいぐんはんせいかい）は、1980年から1991年まで、大日本帝国海軍軍令部、第二復員省OBが一般には公にせず内密に組織した旧海軍学習グループである。

## 概要
会合の場所を水交会館とし、11年間に131回開催されたといわれる。特に、旧海軍大佐・豊田隈雄が残した会議の記録、および400時間にわたる録音テープが残された。テーマの性格上既に知られている事実も多いが、それらに対して反省会参加者を中心とする関係者がどのような見解を抱いていたかを知ることができるという意味では、価値を見出すことができる。また極東国際軍事裁判での、第二復員省による戦犯旧海軍幹部への量刑減刑工作への関与の実態などの中には、初めて公になった事実もあるとされる。さらに今まで語られてこなかった陸海軍の確執と海軍の開戦責任、そして日本国民の開戦責任について初めて触れられた。
- 九州大学の三輪宗弘教授の調査によれば海軍反省会の資料をまとめるにあたって、大日本帝国陸軍の原四郎と稲葉正夫が関与しており、資料の一部捏造が行われていることが指摘されている[3]。

## 会が開かれるまでの経緯
1977年（昭和52年）7月11日、水交会館にて中澤佑元中将の体験を語る談話会で、海軍には反省すべき点があり反省会のようなものを作ってはどうかと中澤が提案した。このとき出席していた野元為輝が意見を述べ、三代一就も同意した。その後、兵学校50期卒業者を中心に賛同を得て会合が開かれることとなる。当初は野元の名をとり「野元会」とされたが、第1回会合にて「海軍反省会」と正式に決められた。
第1回は1980年（昭和55年）3月28日に開かれ、第131回の1991年（平成3年）4月25日まで開催されているが、最終回は明らかになっていない。

## メディアでの紹介
史料調査会で文書整理を行っていた戸髙一成は旧海軍関係者との親交を通じて反省会の録音テープが残存していることを知った。テープは3箇所ほどに分散して保存されており、当初はその在り処すら把握出来ていない状態だったが、オーラルヒストリーとしての価値を重視した戸高やテープ保管者などの意向、関係者が物故したこと、期間を空けてからであれば公表してもよいとされていたことなどの事情により、最終的にほぼ全ての録音を集めることが出来た。その内冒頭の議事がテープ起こしされ、『証言録 海軍反省会』PHP（全11巻）で出版された。また、テープは長期に渡り一般家庭などで保管されていたため劣化していた物もあったが、NHKにて復元作業が行われた。
さらに出版と併せ、メディアミックス的な展開として2009年8月9日 - 11日の3日間、NHK総合『NHKスペシャル』にて反省会をテーマとしたドキュメント番組が放映された。

## 海軍反省会の発言者
第1回から第10回目までの発言を残した会員を示す。
- 新見政一（兵学校36期、中将）
- 保科善四郎[6]（兵学校41期、中将）
- 野元為輝（兵学校44期、少将）
- 山本親雄（兵学校46期、少将）
- 矢牧章（兵学校46期、少将）
- 久保田芳雄（機関学校25期、少将）
- 佐薙毅（兵学校50期、大佐）
- 寺崎隆治（兵学校50期、大佐）
- 大井篤（兵学校51期、大佐）
- 扇一登（兵学校51期、大佐）
- 三代一就（兵学校51期、大佐）
- 末国正雄（兵学校52期、大佐）
- 福地誠夫（兵学校53期、大佐）
- 土肥一夫（兵学校54期、中佐）
- 中島親孝（兵学校54期、中佐）
- 鳥巣健之助（兵学校58期、中佐）
- 木山正義（機関学校40期、少佐）
- 曽我清（機関学校51期、少尉）
- 鈴木幸一（兵学校59期、少佐）
- 久原一利（兵学校60期、少佐）
- 本名進（兵学校62期、少佐）
- 市来俊男（兵学校67期、大尉）
- 小池猪一（飛行予備学生14期、中尉）